# Acianthera crinita
Acianthera crinita là một loài phong lan.
 Tư liệu liên quan tới Acianthera crinita tại Wikimedia Commons

## Hình ảnh

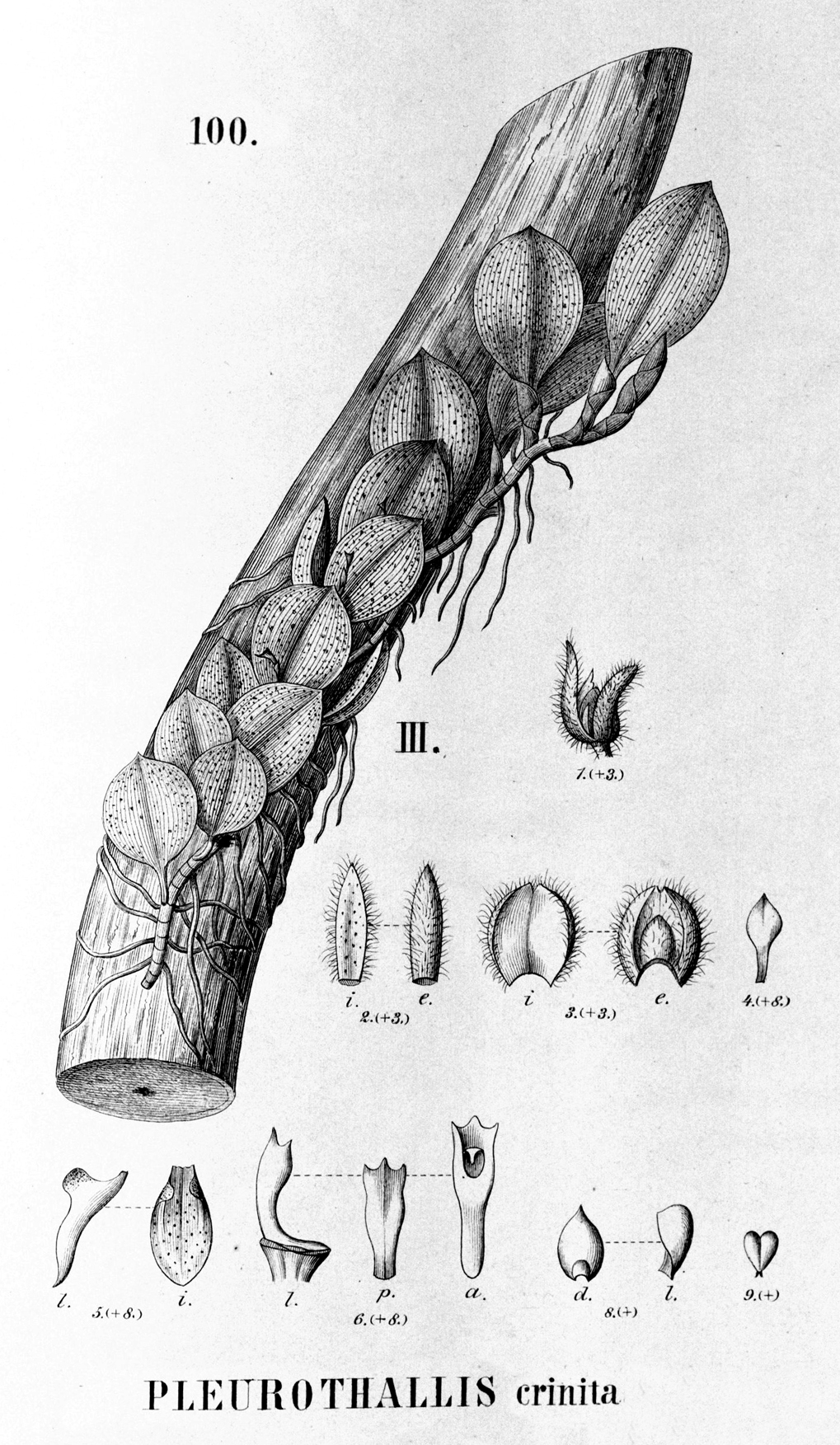
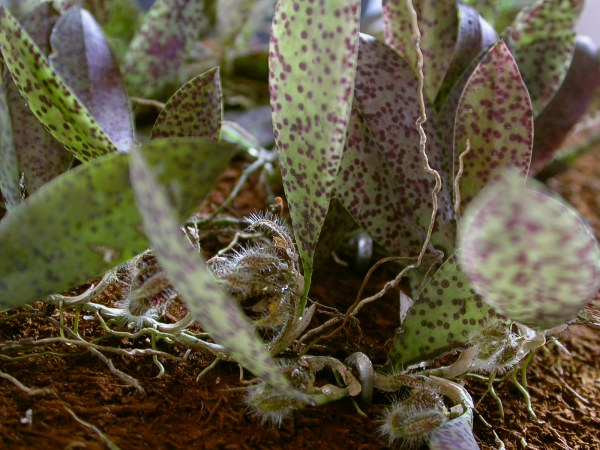
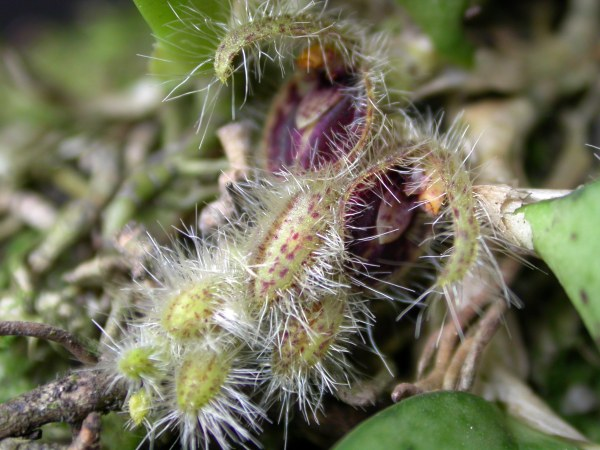
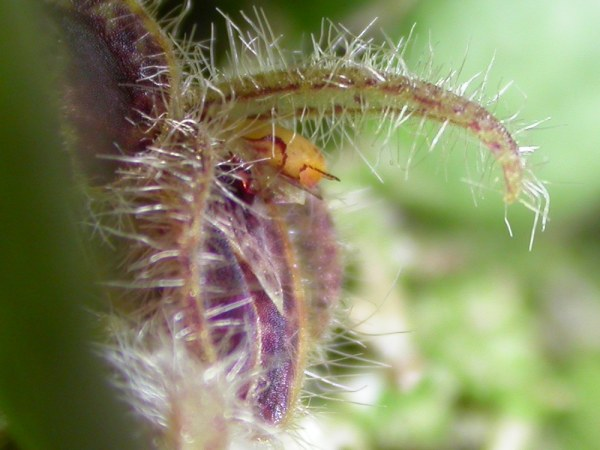